# Milan Kadlec
Milan Kadlec (Uherské Hradiště, 13 oktober 1974) is een Tsjechisch voormalig wielrenner.

## Palmares op de weg
1998
1e etappe Ronde van Bohemen
1999
Eindklassement Ronde van de Aostavallei
Giro d'Oro
GP Capodarco
4e etappe Ronde van Bohemen
2000
1e etappe Ronde van Bohemen
2001
Criterio d'Abruzzo
proloog Ronde van Bohemen
2002
Eindklassement Ronde van Bohemen
2011
Brno-Velka Bites-Brno
2012
- Tsjechisch kampioen op de weg, Elite
- 1e etappe Ronde van Taihu
- Eindklassement Ronde van Taihu
- 3e etappe Ronde van Fuzhou

2013
- 6e etappe Ronde van Azerbeidzjan

2014
- 3e etappe Ronde van Iran

## Resultaten in voornaamste wedstrijden
| Jaar | Ronde van Italië | Ronde van Frankrijk | Ronde van Spanje |
| ---- | ---------------- | ------------------- | ---------------- |
| 2000 | 100e             |                     |                  |
| 2001 |                  |                     |                  |
| 2002 | 64e              |                     | opgave           |

| Jaar | Milaan-San Remo |
| ---- | --------------- |
| 2000 | 177e            |
| 2001 | 181e            |
| 2002 |                 |

## Baanpalmares
| Datum            | Plaats | Event                     | Competitiesoort         | Locatie  | Land |
| ---------------- | ------ | ------------------------- | ----------------------- | -------- | ---- |
| 9 juni 2001      | 3      | Puntenkoers               | Wereldbeker             | Szczecin | POL  |
| 2007             | 1      | Puntenkoers               | Nationaal Kampioenschap |          | CZE  |
| 1 december 2007  | 3      | Scratch                   | Wereldbeker             | Sydney   | AUS  |
| 26 oktober 2008  | 1      | Individuele achtervolging | Nationaal Kampioenschap |          | CZE  |
| 13 februari 2009 | 3      | Puntenkoers               | Wereldbeker             | Ballerup | DEN  |
| 24 maart 2010    | 3      | Puntenkoers               | Wereldkampioenschap     | Ballerup | DEN  |